# Eatonica crassi
Eatonica crassi is een haft uit de familie Ephemeridae. De wetenschappelijke naam van de soort is voor het eerst geldig gepubliceerd in 1971 door McCafferty.
De soort komt voor in het Afrotropisch gebied.